# Publique Sportive Mouara
El Publique Sportive Mouara és un club de futbol de la ciutat de Bangui, República Centreafricana.

## Palmarès
- Lliga centreafricana de futbol:[2]
  - 1981, 1986